# Odax cyanoallix
Odax cyanoallix är en fiskart som beskrevs av Ayling och Paxton, 1983. Odax cyanoallix ingår i släktet Odax och familjen Odacidae. IUCN kategoriserar arten globalt som livskraftig. Inga underarter finns listade i Catalogue of Life.